# Vytas Nagisetty
Vytas Nagisetty (* 8. März 1971 in Mumbai, Indien) ist ein US-amerikanischer Musiker und Komponist. 

## Biografie
Vytas Nagisetty wurde als Sohn einer litauischen Physikerin und eines indischen Mathematikers geboren. Er wuchs in Toledo, Ohio auf. Er erlernte im Alter von fünf Jahren das Trompetenspiel. Es folgten weitere Instrumente wie Gitarre, Klavier und Flöte. Nach der Highschool studierte er Französisch und Musik an der University of California, Berkeley. Er konzentrierte sich bei seinem Musikstudium hauptsächlich auf Komposition, Jazz und Klassische Musik. Er studierte parallel dazu Kontrabass bei Steve Tramontozzi, einem Mitglied des San Francisco Symphony. Während einer Frankreichreise erhielt er 1993 die Möglichkeit, die Musik zu dem von Morgan J. Freeman inszenierten Film Godard disait que.. zu komponieren. Für ihn komponierte er auch die Musik zu seinen Filmen Boom und Desert Blue.

## Diskografie
- 2007: Space Cadet (EP)
- 2009: Sunny (Album)

## Filmografie (Auswahl)
- 1993: Godard disait que..
- 1996: Boom
- 1998: Desert Blue
- 2000: The Opponent
- 2008: Glass City
- 2009: Pitch